# تيم موران
تيم موران (بالإنجليزية: Tim Moran)‏ هو سياسي أمريكي، ولد في 8 أغسطس 1918، وتوفي في 18 أبريل 2014. حزبياً، نشط في الحزب الديمقراطي. وقد انتخب عضو مجلس نواب ولاية يوتا.